# Sériers
Sériers é uma ex-comuna francesa na região administrativa de Auvérnia-Ródano-Alpes, no departamento de Cantal. Estendeu-se por uma área de 12,29 km². Em 2010 a comuna tinha 135 habitantes (densidade: 11 hab./km²).
Em 1 de janeiro de 2017 foi fundida com as comunas de Neuvéglise, Lavastrie e Oradour para a criação da nova comuna de Neuvéglise-sur-Truyère.